# Cabrales
Cabrales è un comune spagnolo  situato nella comunità autonoma delle Asturie.
È un comune principalmente dedito all'allevamento, per l'orografia ed i suoi pascoli, ed ha una meritata fama il suo latte, con il quale si produce il queso de Cabrales.